# Fjodor Aleksandrovič Bredihin
Fjodor Aleksandrovič Bredihin (rusko Фёдор Алекса́ндрович Бреди́хин), ruski astronom in astrofizik, * 8. december (26. november, ruski koledar) 1831, Mikolajiv (rusko Nikolajev), Hersonska gubernija, Ruski imperij (sedaj Ukrajina), † 14. maj (1. maj) 1904, Sankt Peterburg, Ruski imperij (sedaj Rusija).

## Življenje in delo
Njegov oče je bil mornariški častnik. Srednjo šolo je Bredihin končal v Odesi. Diplomiral je leta 1855 na Univerzi v Moskvi, leta 1862 je opravil magisterij, tri leta kasneje pa je doktoriral.
Leta 1860 je podal mehanično teorijo kometnih oblik, saj so bili ti pojavi že precej očitni pri Donatijevem kometu iz leta 1858. V teoriji je natančno izpeljal obliko kometa v odvisnosti od jakosti odbojne sile, ni pa tega pojasnil. Arrhenius je prvi izrekel zamisel, da bi lahko ta sila izhajala iz svetlobnega tlaka, ki ga je teoretično napovedal Maxwell leta 1871, eksperimentalno, kvantitativno pa sta ga preučila leta 1899 in 1907 Lebedjev, leta 1901 pa Karl Schwarzschild, E. F. Nichols in G. F. Hull.
Skupaj z Žukovskim je odkril diferencialno vrtenje Jupitrove atmosfere.
V letih od 1873 do 1890 je bil Bredihin predstojnik observatorija Univerze v Moskvi, v letih od 1890 do 1895 pa je bil tretji predstojnik Observatorija Pulkovo, kjer je nasledil Otta Vasiljeviča Struveja. Leta 1891 je bil med ustanovitelji Ruskega astronomskega društva in njegov prvi predsednik. V letu 1894 so ga izbrali za člana Ruske akademije znanosti.

## Priznanja
Poimenovanja
Po njem se imenuje krater Bredihin (Bredikhin) na Luni in asteroid glavnega pasu 786 Bredichina.